# Stone Zoo
Koordinaten: 42° 27′ 46,7″ N, 71° 5′ 34,6″ W
Der Stone Zoo befindet sich in der Stadt Stoneham im Middlesex County des US-Bundesstaats Massachusetts.

## Geschichte
Der Stone Zoo nannte sich ursprünglich Middlesex Fells Zoo und wurde 1905 gegründet. 1969 wurde er zu Ehren von Walter D. Stone, einem ehemaligen Zoo-Direktor, in Stone Zoo umbenannt. Die 1991 gegründete Commonwealth Zoological Corporation (CZC) übernahm die Pflege, das Sorgerecht und die Kontrolle sowohl des Stone Zoos als auch des ebenfalls in Massachusetts befindlichen Franklin Park Zoos. Beide Zoos zusammen werden auch als „Zoo New England“ bezeichnet. Sie sind eine private, gemeinnützige Organisation. Die Finanzierung der Zoos setzt sich aus Eintrittsgeldern der Besucher, staatlichen Zuschüssen sowie privaten Spenden zusammen. Im September 2005 feierte der Stone Zoo sein 100-jähriges Bestehen. Aus diesem Anlass wurde die Gestaltung des Zoos geändert, um das Gelände trotz des Mangels an großen Tieren interessant und lehrreich zu gestalten. Viele neue Exponate wurden erstellt und bestehende erweitert oder aufgewertet. Diese Verbesserungen wurden aufgrund der zunehmenden Besucherzahl im Zoo durchgeführt.
Die Zoos New England legen einen gemeinsamen Jahresbericht vor. Im Fiskaljahr 2019/2020 besuchten mehr als 708.000 Gäste die beiden Zoos.

## Tierbestand
Der Stone Zoo setzt verschiedene Schwerpunkte bei den gezeigten Tieren. Sehr artenreich ist die Sektion mit den Vögeln besetzt, die sowohl einheimische Arten als auch Arten anderer Kontinente hält. Nachfolgende Bilder zeigen einige ausgewählte Vogelarten.

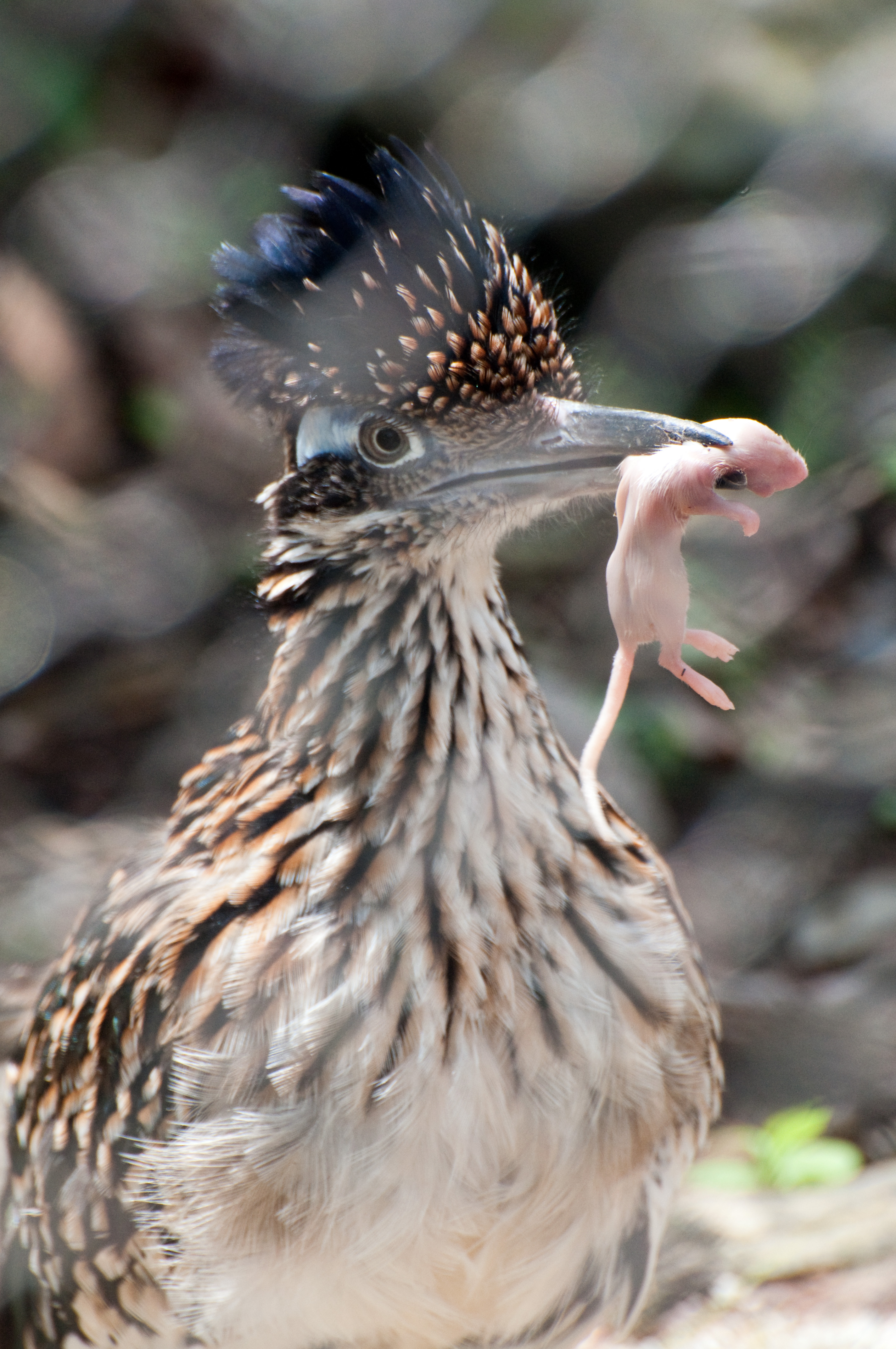
Großer Rennkuckuck mit Nahrung
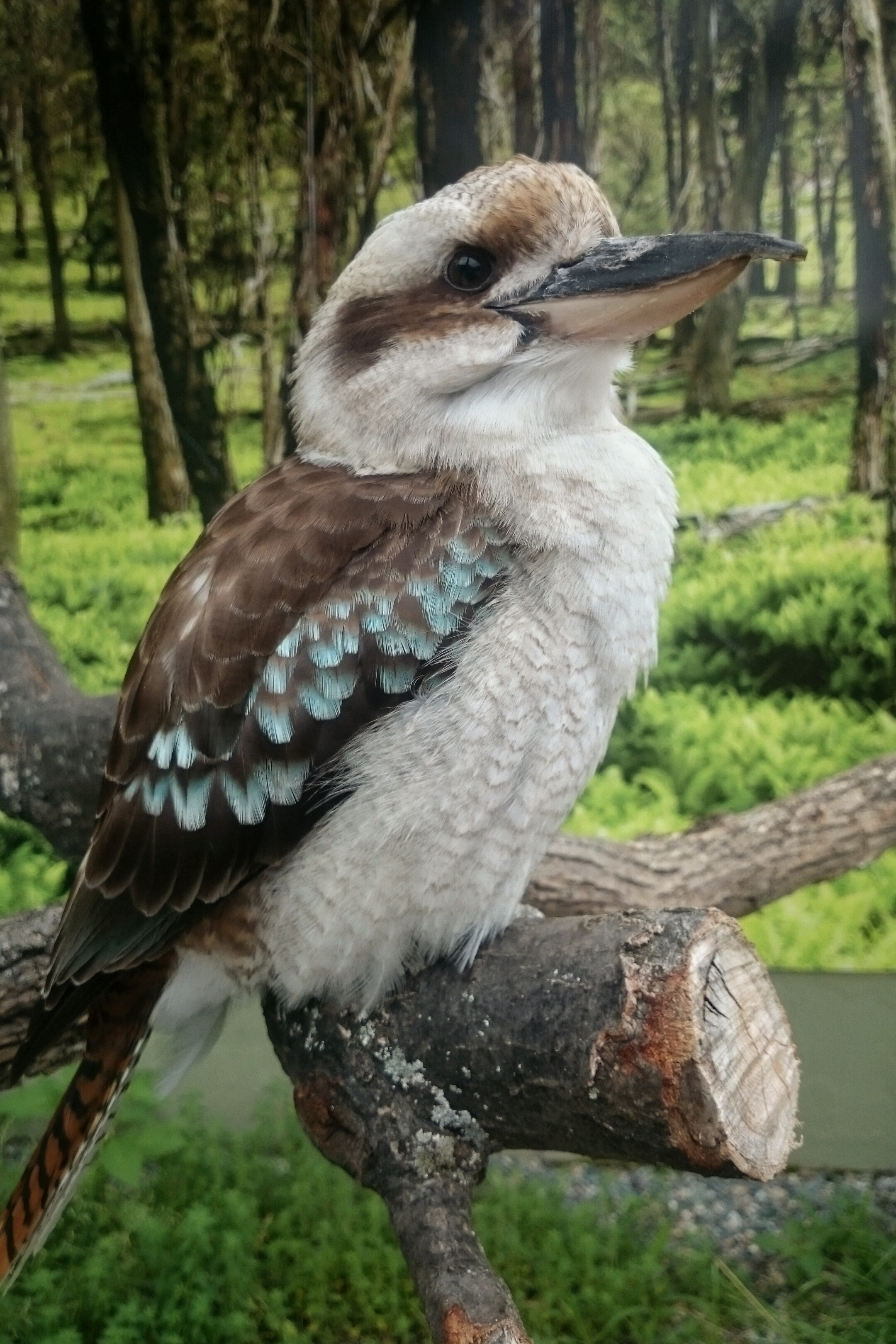
Lachender Hans
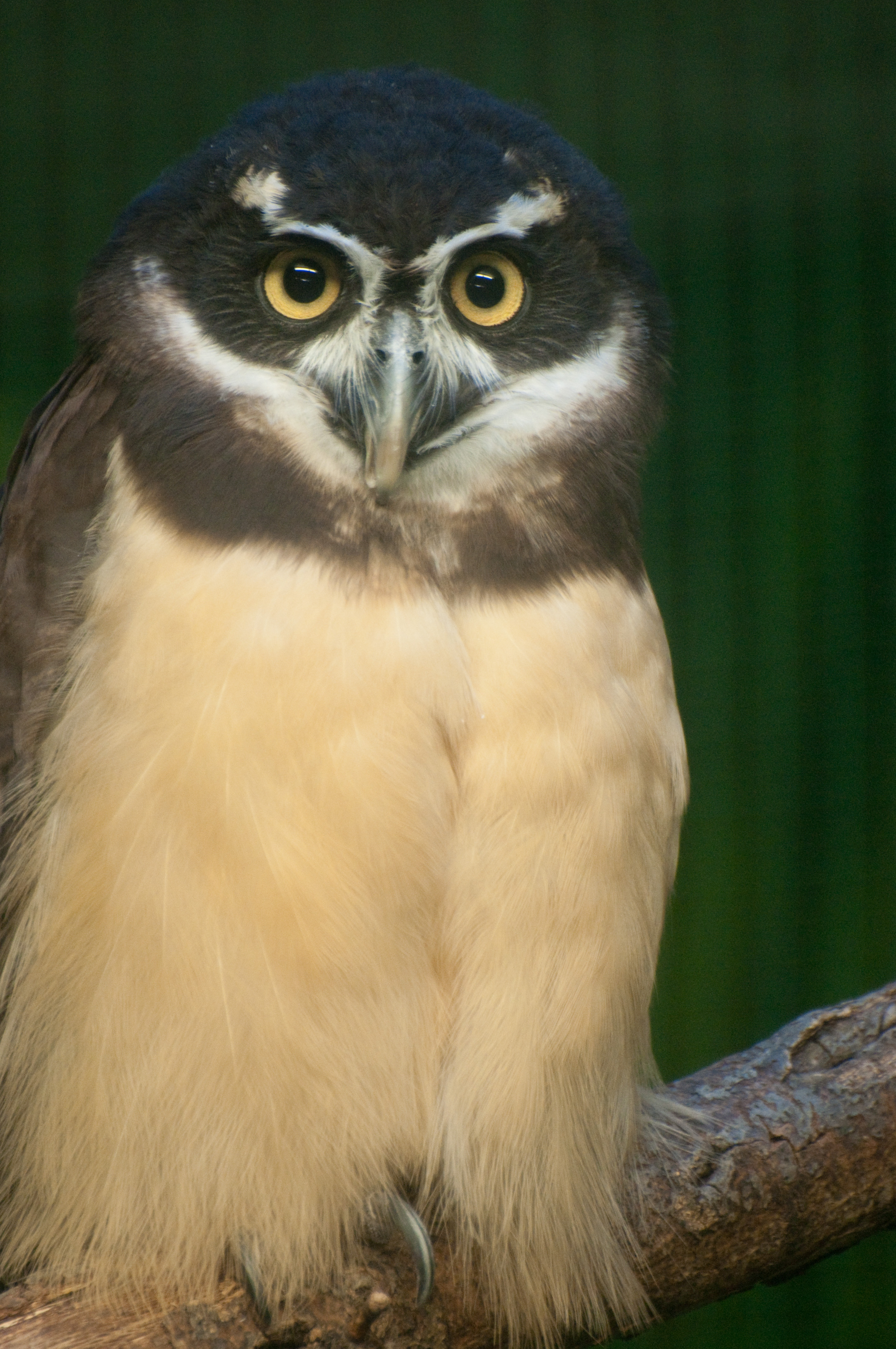
Brillenkauz
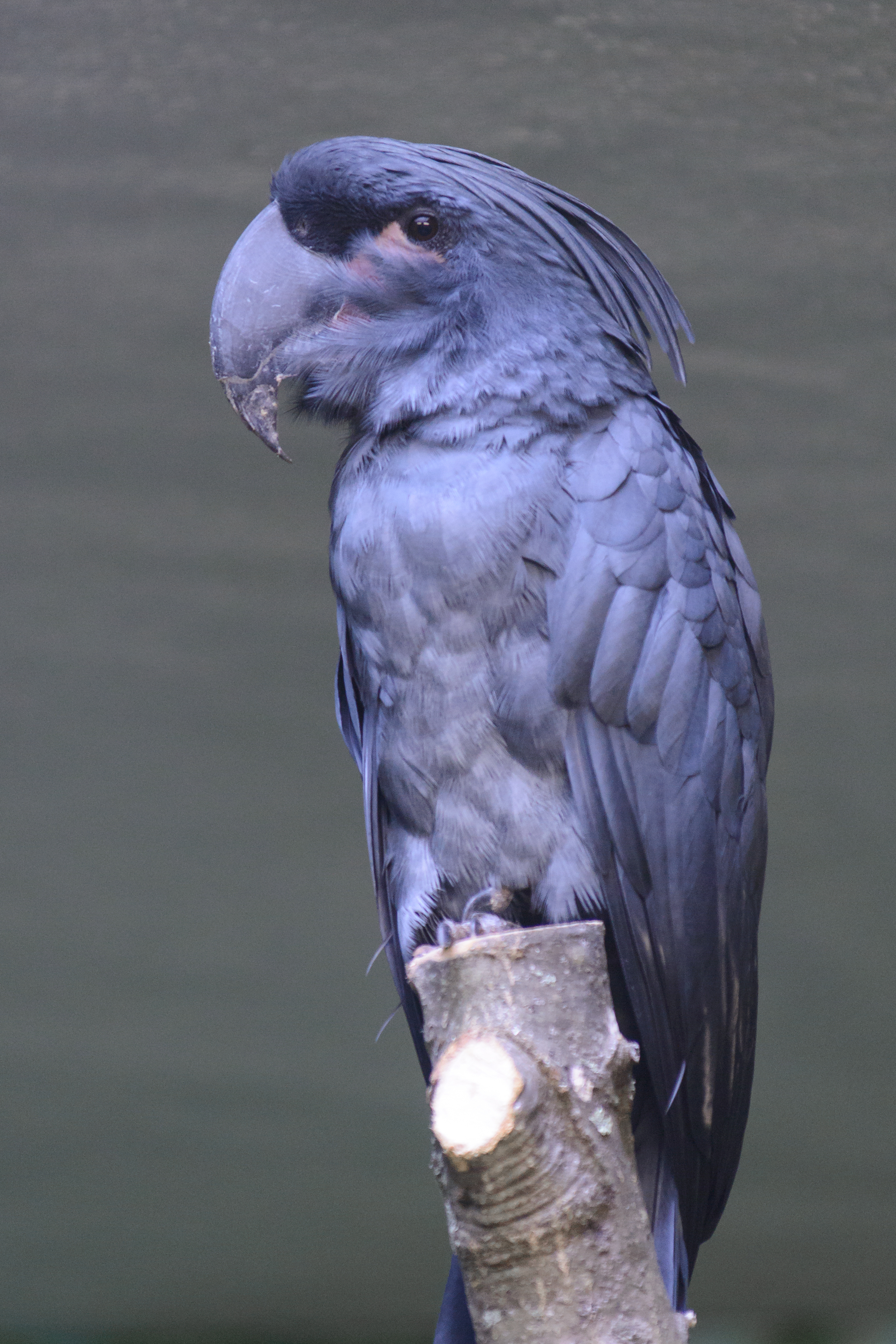
Palmkakadu

Da der Stone Zoo mit 11 Hektar zu den kleineren zoologischen Gärten zählt, werden auch bei den Säugetieren nur bestimmte, ausgewählte Arten gehalten. So wird auf die nordamerikanische Fauna besonderer Wert gelegt. Ein weiterer Kernpunkt der tiergärtnerischen Strategie des Zoos betrifft die Zucht bedrohter Arten im Rahmen des Species Survival Plans (SSP). Nachfolgende Bilder zeigen einige ausgewählte Säugetierarten.

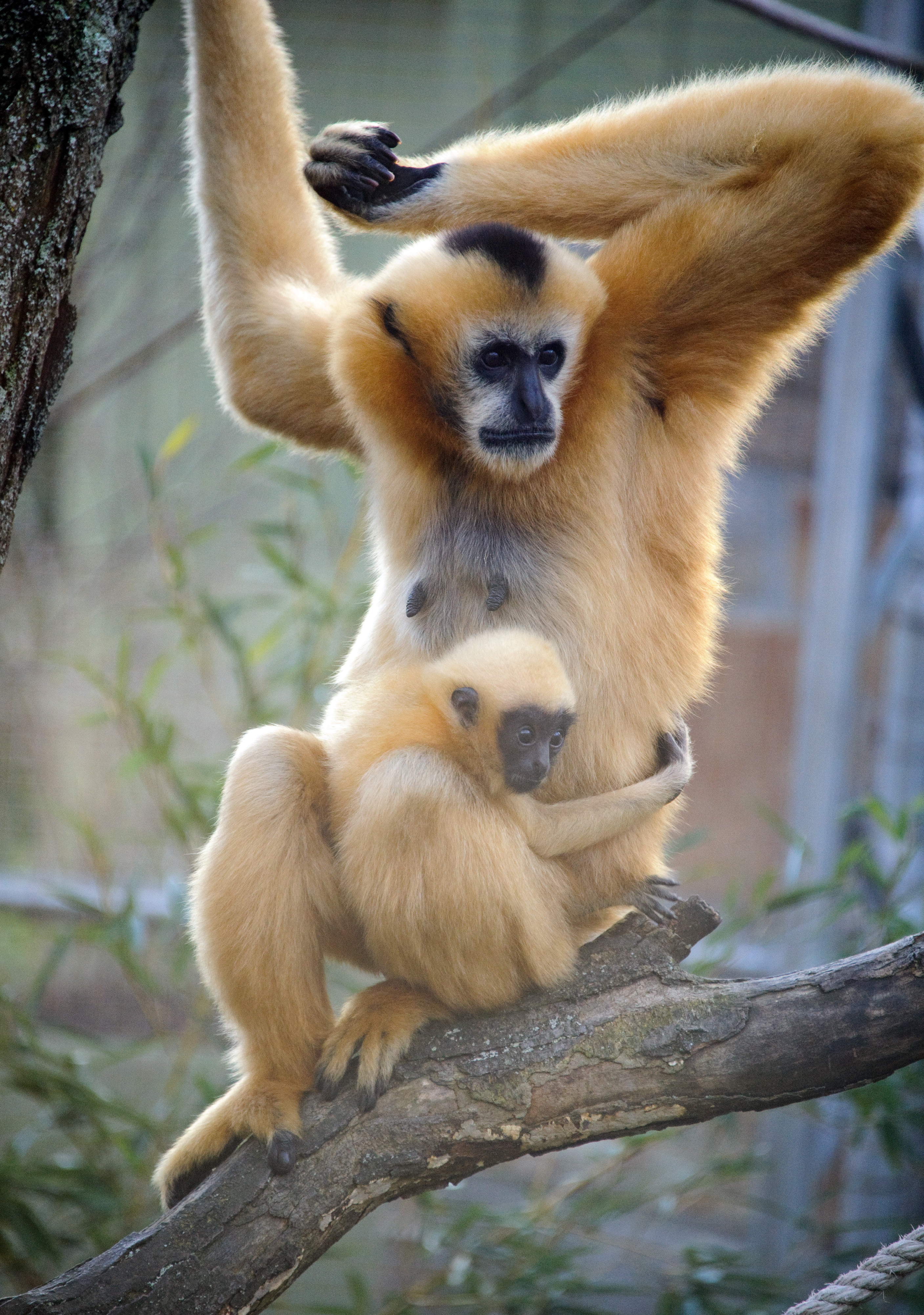
Nördlicher Weißwangen-Schopfgibbon mit Jungtier
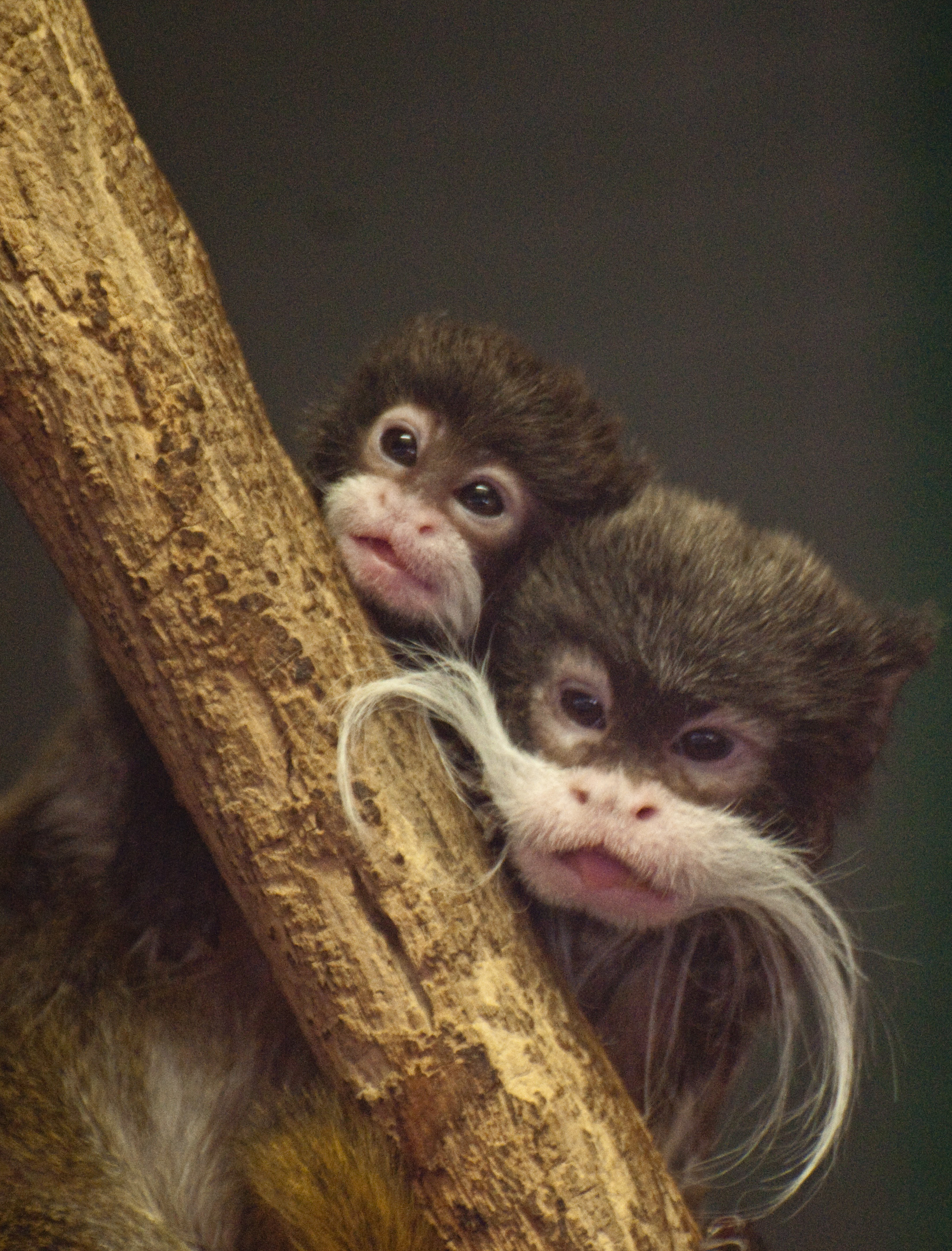
Kaiserschnurrbarttamarin mit Jungtier
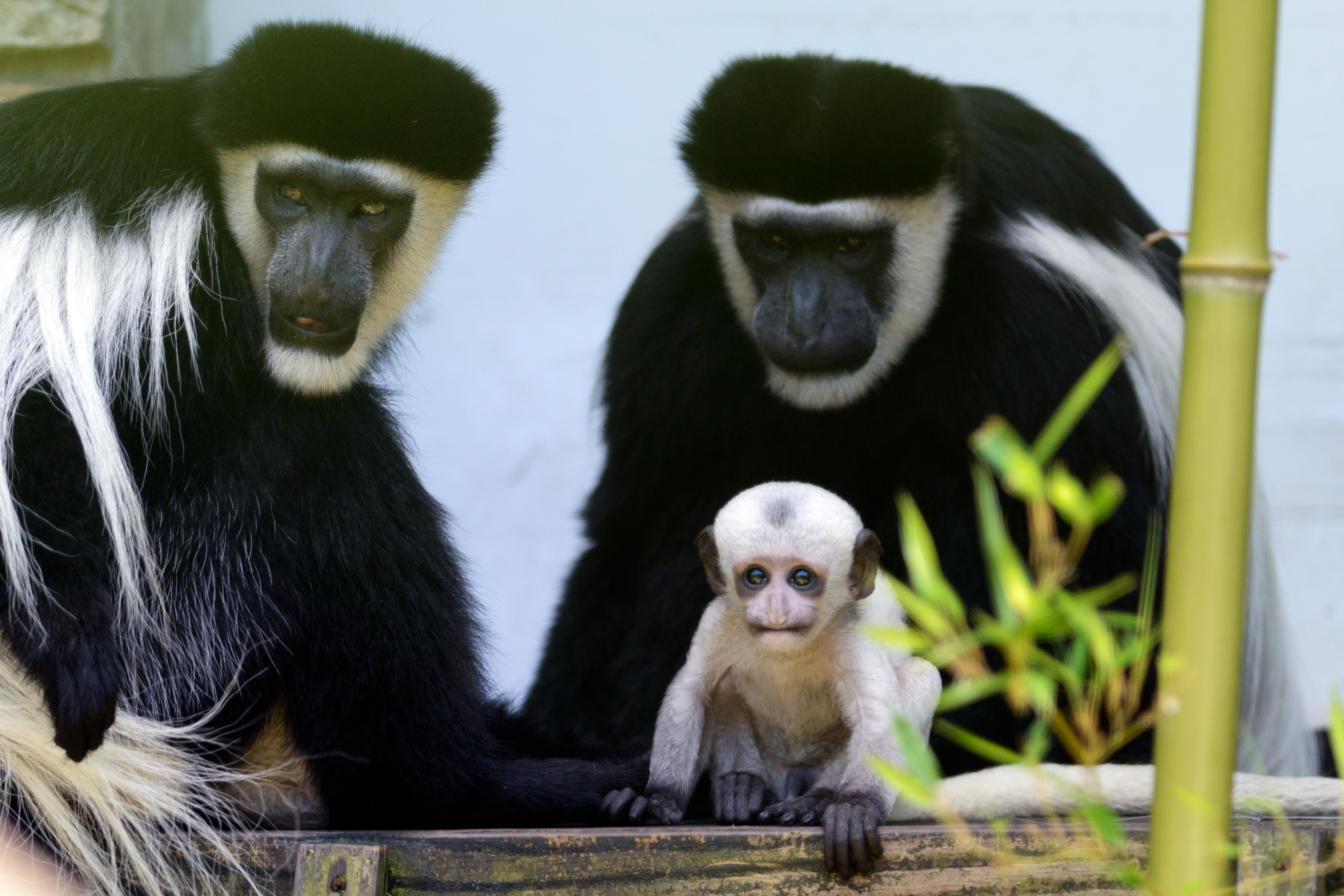
Mantelaffenfamilie
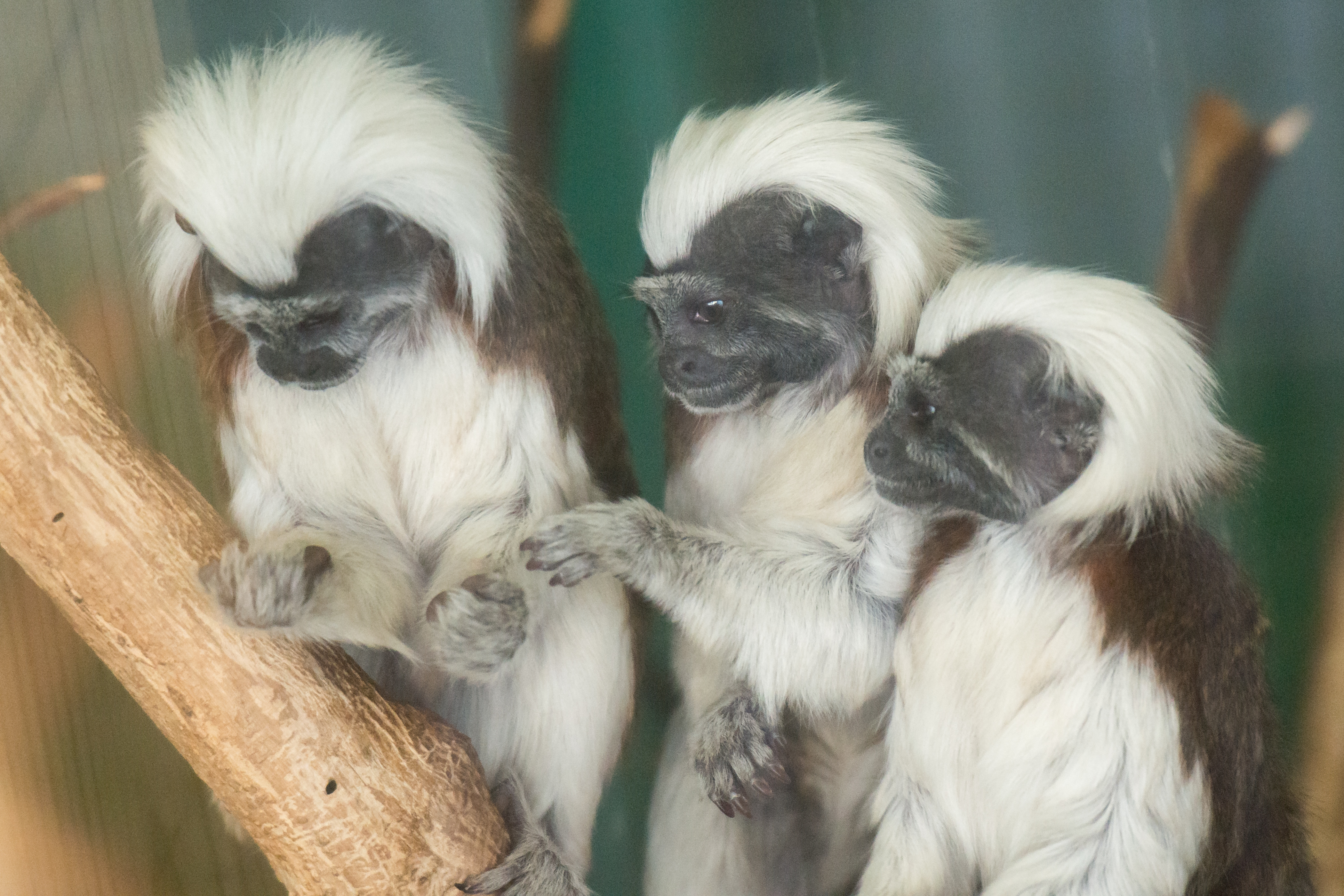
Lisztaffen
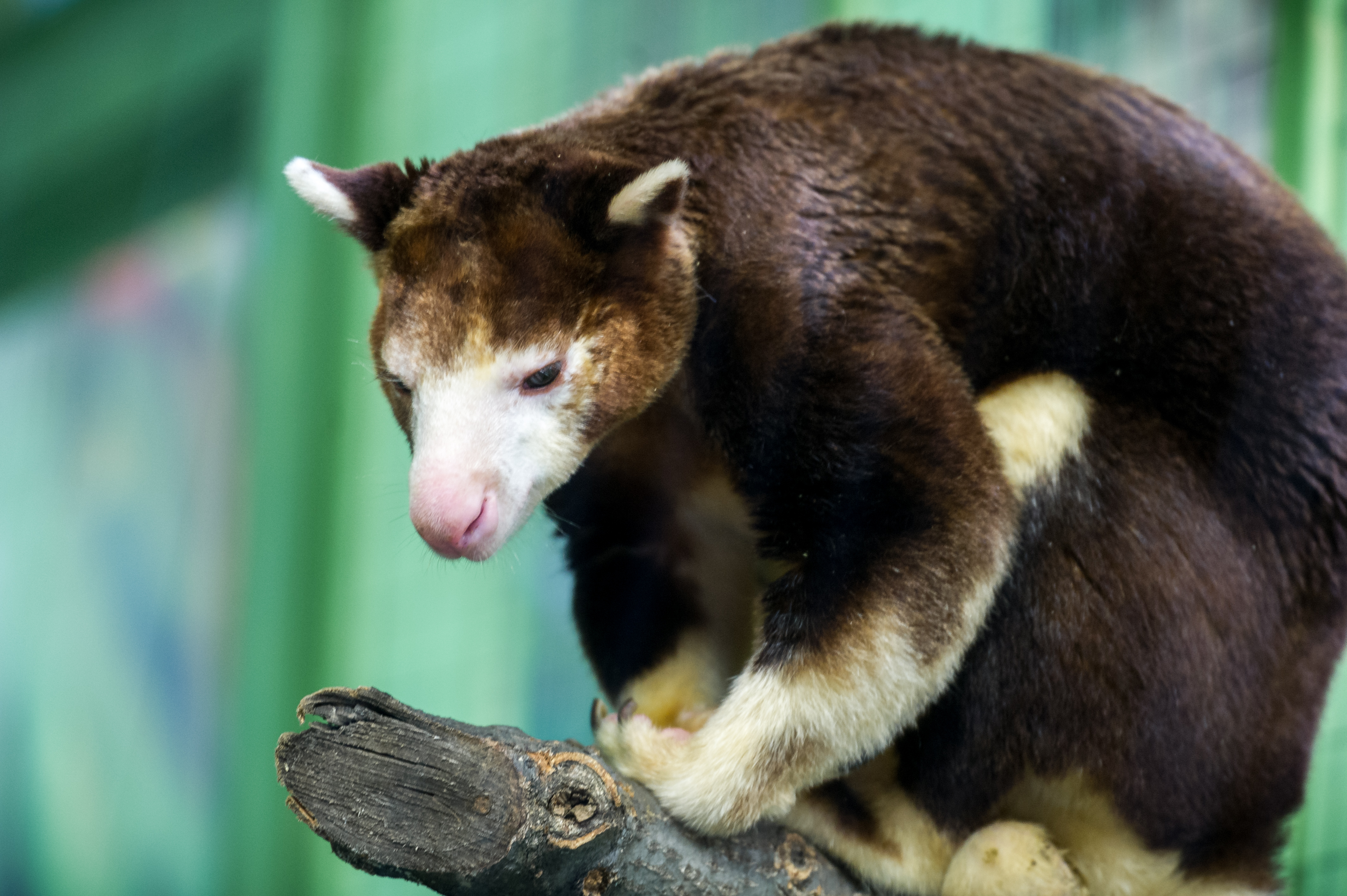
Baumkänguru
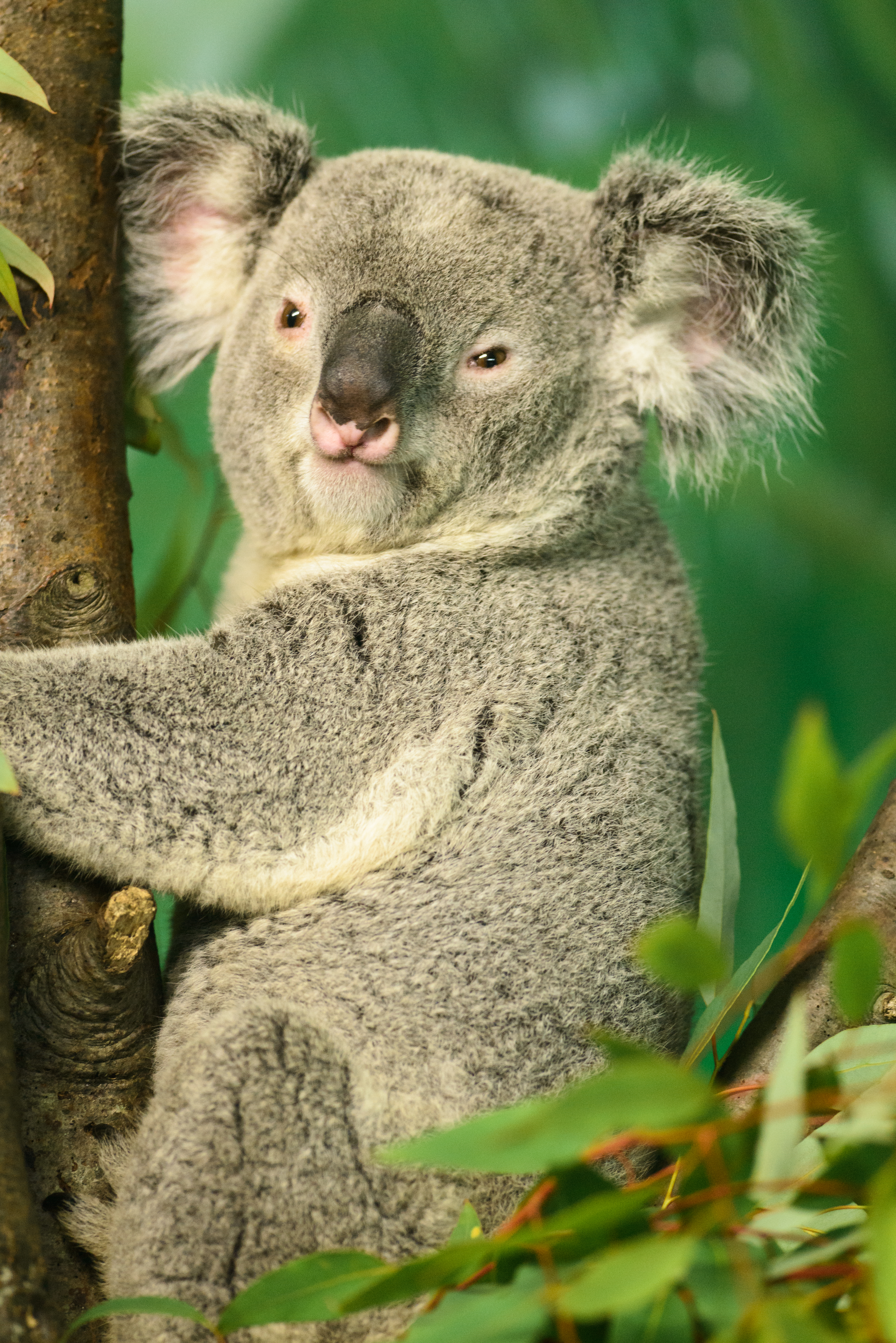
Koala